# 하나에
하나에(ハナエ,hanae, 1994년 2월 27일 ~ )은 일본의 여자 가수이다.